# Слово про збурення пекла

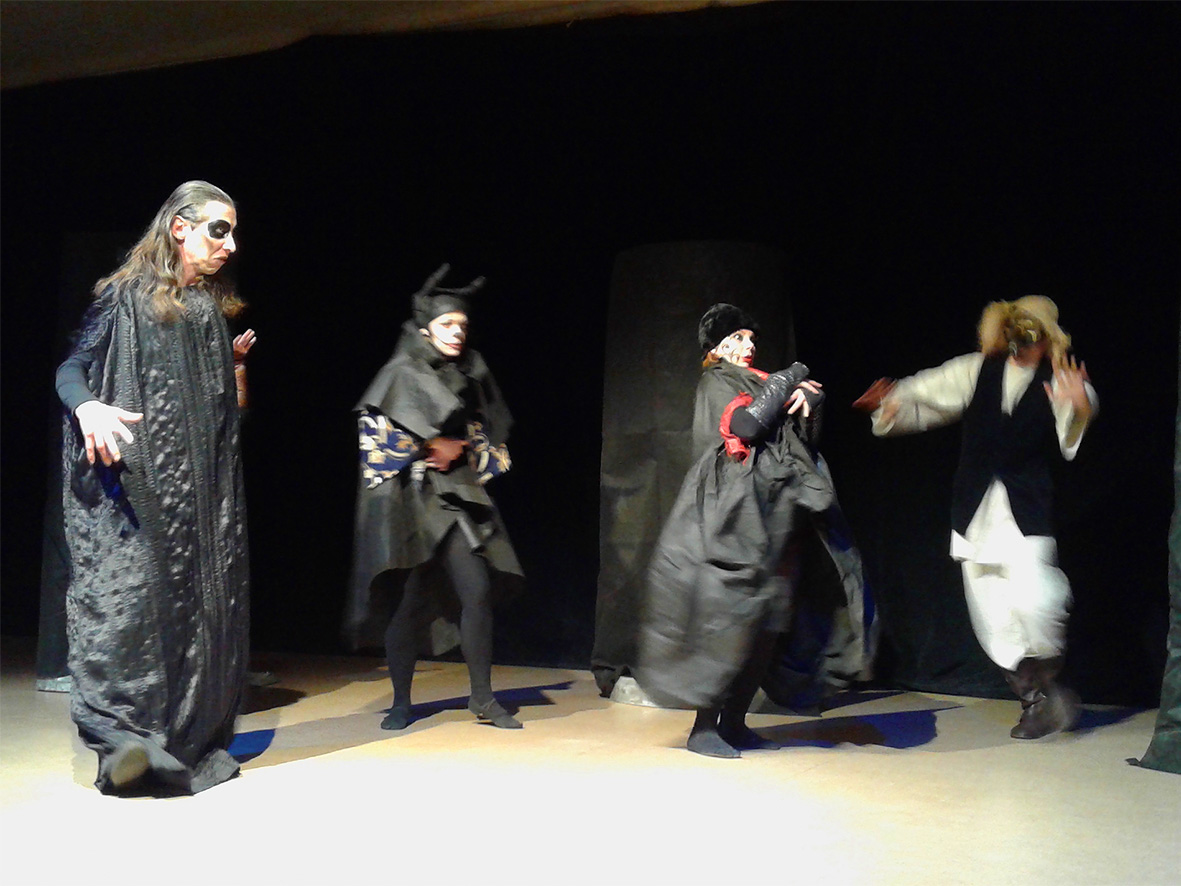
Фрагмент вистави «Слово про збурення пекла». Театр-студія «Міст» (Київ)

«Слово про збурення пекла» (староукраїнською «Слово о збуреню пекла») — анонімна українська барокова п'єса ймовірно другої половини XVII ст.. Сьогодні вважається одним із найяскравіших зразків містеріальної пасійної драми в Україні за мірою оригінальності сюжету та як втілення світоглядних суперечностей барокової культури. 

## Особливості твору
Первісне авторство твору не є встановленим. Імовірно, за час існування п'єса могла зазнавати втручань різних авторів, пізніших обробок і редагувань, зокрема, не лише драматургічних. Традиційним датуванням тексту вважають другу половину XVII ст., проте висловлювалися деякими авторами міркування про другу половину XVIII ст. (через мову твору, що відповідає тенденціям пізнього бароко). Проте, це є малоймовірним, оскільки стилістика діалогізації в драмі є досить архаїчною, якщо зважити на зародження драматургії на початку XVII ст. в Україні, а також те, що один із найстаріших відомих на сьогодні автографів драми із рукописної збірки Антона Петрушевича датується кінцем XVII ст., то містерія не могла бути написаною пізніше другої половини цього століття. Про перехідний характер між діалогом та драмою в «Слові…» наголошує також В. Шевчук. І. Франко наполягав на першій половині XVII ст.. Також висловлювалися різні твердження щодо крайового походження. І. Франко наголошував, що це Галичина, М. Петров стверджував, що швидше за все містерія має київське походження, бо стилістично виявляє дуже тісний зв'язок із ранньою могилянською драматургічною традицією. Мова твору максимально наближена до народної й у порівнянні з багатьма іншими українськими бароковими п'єсами, значно менш штучно-академічна та книжна. Речитативна форма діалогів подібна до козацьких дум. Сюжетною основою твору була друга частина апокрифічного «Євангелія від Никодима», що оповідає про кілька днів позаземного життя Христа між хресною смертю та Воскресінням, коли Він опустився в пекло та звільнив звідти старозавітних праведників. Твір містить доволі нестандарту інтерпретацію відносин добра та зла втілених фінальною сценою благословення брам пекла Христом. П'єса має чимало світоглядних та змістовних паралелей із західною (насамперед, німецькою) реформаційною драмою у довільності тлумачення подій святої історії. Мовні особливості, вкоріненість у властиву українській ментальності апокрифічну основу християнства, очевидно, робили п'єсу надзвичайно популярною про що свідчать наявність різноманітних пізніших перероблень (у тому числі поетичних), вплив на проповідну літературу XVIII ст. та широкий діапазон територіальної представленості рукописів твору від Галичини до Слобожанщини, а також входження вже у XIX ст. драми на рівень фольклору. Швидше за все, це була одна з найпопулярніших українських п'єс XVII–XVIII ст.. Із занепадом барокового театру в Україні наприкінці XVIII ст. — постановки вистав за п'єсою поступово припиняються, а сам твір втрачає популярність і вже у ХІХ ст. стає майже цілком забутим. За жанром — пасійна (пов'язана з Великоднем) містерія.

## Віднайдення. Дослідження. Поновлення інтересу
1886 р. М. Драгоманова у своєму аналізі публікації «Пасхального вірша» в часописі «Основа» за червень 1862 р. (записаного етнографами в Ізюмському повіті Харківської губернії), виходячи з яскравого драматизованого викладу, припустив наявність драматургічного тексту-оригіналу, який склав основу даному поетичному твору і який був його переробленням. Гіпотеза була підтверджена після знахідки 1894 р. старовинного рукопису драми в Галичині етнографом та археографом Осипом Роздольським, який передав його для детального вивчення І. Франку. Той провів глибокий текстологічний аналіз і опублікував наявні фрагменти 1896 р. у журналі «Київська старовина». М. Возняк опонував деяким Франковим висновкам насамперед через його спосіб публікації оригіналу, що передбачав досить вільне поводження з текстом. Нове видання було здійснене 1927 р. без скорочень і перестановок частин, а сама дискусія започаткувала широке обговорення та наукове зацікавлення твором. Ідеї І. Франка надалі знайшли розробку в дослідженнях інших авторів: Д. Чижевського, В. Рєзанова, О. Мишанича, М. Сулими, О. Білецького, Л. Махновця. Надалі текст неодноразово перевидавався, наприклад, 1908, 1927, 1981, 1982, 1987. 1989 р. вийшов друком англомовний переклад п'єси здійснений І. Макарик і супруводжуваний текстом староукраїнського оригіналу й дослідженням загальноєвропейського культурного контексту появи твору в порівняльній перспективі.
Дослідження підкреслили, по-перше, оригінальні якості тексту цієї містерії та її особливий статус в пасійній драматургії Європи епохи Бароко, по-друге, через дискусії про актуальність барокового спадку в українській культурі та для стилістичного оновлення українського театру й драматургії кінця ХХ-поч. ХХІ ст.. 13 жовтня 2013 р. у рамках проекту Театрального центру Києво-Могилянської академії «Пасіка» «Барокова драма», відбулася прем'єра вистави за п'єсою, що була здійснена акторами театру «МІСТ» під керівництвом режисера Юлії Гасиліної з використанням нестандартного просторового рішення та з поєднанням з вокальними й хореографічними номерами. Вистава викликала значне зацікавлення й схвальні відгуки критики, після чого увійшла до репертуару театру.

## Сюжет
Дія відбувається у пеклі напередодні зішестя туди Христа після своєї земної смерті. Люципера повідомляють, що Син Марії має звільнити давніх праведників і сюжет розгортається навколо прагнення диявола завадити цьому. Він посилає військо стерегти Христа й надалі дія розгортається через діалоги Люципера, Ада та їх послів. За спостереженням критиків, «Слово про збурення пекла» — за своїми соціокультурними засновками, своєрідний антиабсурдистський твір, «Чекаючи на Ґодо» «навиворіт», який стверджує віру у неминучість перемоги добра й Спасіння.
Цінність драми полягає в тому, що метрика віршів нагадує склад козацьких дум; в оригінальності зображення дійових осіб. Особливість композиції - твір не залежить від поетики, відсутні пролог та епілог. 